# 仙台東インターチェンジ
仙台東インターチェンジ（せんだいひがしインターチェンジ）は、宮城県仙台市若林区にある仙台東部道路のインターチェンジである。2003年度の進入車両数は277万7,188台、流出車両数は305万0,320台であった。
東日本高速道路株式会社東北支社仙台東管理事務所が供設されている。

## 道路
- E6 仙台東部道路・34番

## 接続する道路
- 宮城県道23号仙台塩釜線

## 料金所
- ブース数：11

### 入口
- ブース数：4
  - ETC専用：1
  - ETC・一般：1
  - 一般：2

### 出口
- ブース数：7
  - ETC専用：2
  - ETC・一般：2
  - 一般：3

## 周辺
- 仙台東部工業団地
- 荒井駅
- 若林警察署

## 隣
E6 仙台東部道路
(33) 仙台若林JCT - (34) 仙台東IC - (35) 仙台港IC